# Someone Is Standing Outside
Someone Is Standing Outside es el tercer álbum de Bill Medley lanzado en abril de 1970.

## Canciones
- Yesterday
- Let Me Love Again
- A Change Is Gonna Come
- Love Me Tender
- Hey Jude
- Didn't We
- Little Green Apples
- Blowin' In The Wind
- Someone Is Standing Outside
- For Once In My Life
- My Way

- Datos: Q6131965